# Cryptotis griseoventris
Cryptotis griseoventris är en däggdjursart som beskrevs av Jackson 1933. Cryptotis griseoventris ingår i släktet pygménäbbmöss, och familjen näbbmöss. IUCN kategoriserar arten globalt som sårbar. Inga underarter finns listade i Catalogue of Life.
Arten förekommer i södra Mexiko och i Guatemala. Den vistas i regioner som ligger cirka 2000 meter över havet. Habitatet utgörs av molnskogar med ek och av andra bergsskogar. Skogarna kännetecknas av riklig undervegetation med örter och mossa samt av epifyter. Några vinterdagar kan vara kalla med frost.
Arten blir med svans 9,0 till 11,7 cm lång, svanslängden är 2,4 till 3,6 cm och vikten varierar mellan 5 och 14 g. Djuret har 1,1 till 1,6 cm långa bakfötter. Liksom andra näbbmöss har Cryptotis griseoventris en spetsig nos och små ögon. Vid håren som bildar den mörka pälsen på ovansidan förekommer tre färgavsnitt och vinterpälsen är mörkare en sommarens päls. Framtassarna är utrustade med kraftiga klor. Skillnaden mot andra släktmedlemmar består främst i kraniets avvikande detaljer.
Levnadssättet antas vara lika som hos andra släktmedlemmar.